# Stor-Vallsjön, Ångermanland
Stor-Vallsjön är en sjö i Strömsunds kommun i Ångermanland och ingår i Ångermanälvens huvudavrinningsområde. Sjön är 12,5 meter djup, har en yta på 0,989 kvadratkilometer och befinner sig 291 meter över havet.

## Delavrinningsområde
Stor-Vallsjön ingår i det delavrinningsområde (709721-151600) som SMHI kallar för Utloppet av Stor-Vallsjön. Medelhöjden är 341 meter över havet och ytan är 13,45 kvadratkilometer. Det finns inga avrinningsområden uppströms utan avrinningsområdet är högsta punkten. Vattendraget som avvattnar avrinningsområdet har biflödesordning 4, vilket innebär att vattnet flödar genom totalt 4 vattendrag innan det når havet efter 209 kilometer. Avrinningsområdet består mestadels av skog (82 procent). Avrinningsområdet har 0,99 kvadratkilometer vattenytor vilket ger det en sjöprocent på 7,3 procent.